# Max Ernst
Max Ernst (Brühl, 2 de abril de 1891 — Paris, 1 de abril de 1976) foi um pintor alemão, naturalizado norte-americano e depois francês. Também praticou a poesia entre os surrealistas, movimento do qual fez parte. Seu filho foi Jimmy Ernst.

## Vida
Filho de Philipp Ernst, professor de artes e de Luise Kopp. Ernst aprendeu a pintar sozinho enquanto estudava Filosofia e Psiquiatria na Universidade de Bonn entre 1909 a 1914, chegando a exibir uma de suas pinturas em 1913. Em 1914 Ernst veio a conhecer o surrealismo através de um grande pintor surrealista, Jean Arp, pelo qual manteve a amizade pela vida inteira.
Em 1916 Ernst foi convocado pelo serviço militar alemão para lutar na Primeira Guerra Mundial. O conflito armado teve forte influência na formação de Ernst como artista. Em sua autobiografia, ele anotou algumas das impressões que teve do evento bélico: “Max Ernst morreu em 1º de agosto de 1914. Ressuscitou em 11 de novembro de 1918, na forma de um rapaz que queria ser mágico e pretendia descobrir os mitos de seu tempo”. Ernst utiliza a terceira pessoa para se referir a si mesmo como recurso estilístico e estético. Dessa forma, ao se descrever como se fosse outro, o autor faz uma crítica à guerra, evento que despersonaliza os indivíduos, levando-os a uma “morte” temporária.
Em outro texto, intitulado O Espelho Sem Aço, Ernst utiliza a guerra como matéria poética: “Prisioneiros de gotas d’água, não passamos de animais perpétuos. [...] Já não sabemos de nada além dos astros mortos; olhamos os semblantes e suspiramos de prazer. Nossa boca está mais seca do que as praias perdidas; nossos olhos se voltam para um lugar qualquer, sem esperança”.
Após a guerra Ernst foi morar em Colônia com Jean Arp e Johannes Baargeld, vindo a fundar o Grupo Dada de Colônia. Este grupo artístico estava interessado no estranhamento da experiência perceptiva. Entre as obras produzidas à época por Ernst e Hans Arp está Figura Diluviana Fisiomitológica. Elaborada, em 1920, a partir da colagem de fragmentos de fotografia, guache, lápis, caneta e nanquim sobre papel sobre cartão, a obra encontra-se atualmente no Sprengel Museum, em Hanôver, na Alemanha O deslocamento das imagens nesta produção gráfica antecipou a característica estética que marcaria o trabalho posterior de Ernst, em sua fase surrealista. Na colagem, nos deparamos com duas figuras humanas: uma delas, parece estar em estado semelhante ao do sono, enquanto a outra sofre uma metamorfose, transformando-se em metade humano, metade pássaro. 
Ernst Fez uma exibição em 1920 em Colonia, mas foi fechada pela polícia, alegando que a exposição era obscena demais. Ernst acabou se mudando para Paris em 1922, onde veio a se juntar com o grupo surrealista. Era amigo de Gala e Paul Éluard, André Breton e Tristan Tzara.
Ernst viveu em Nova York entre 1941 a 1945, em 1942 conheceu a pintora surrealista Dorothea Tanning. Em 1946 se casou com ela no Arizona. 
Em 1958 voltou a morar em França até sua morte. 

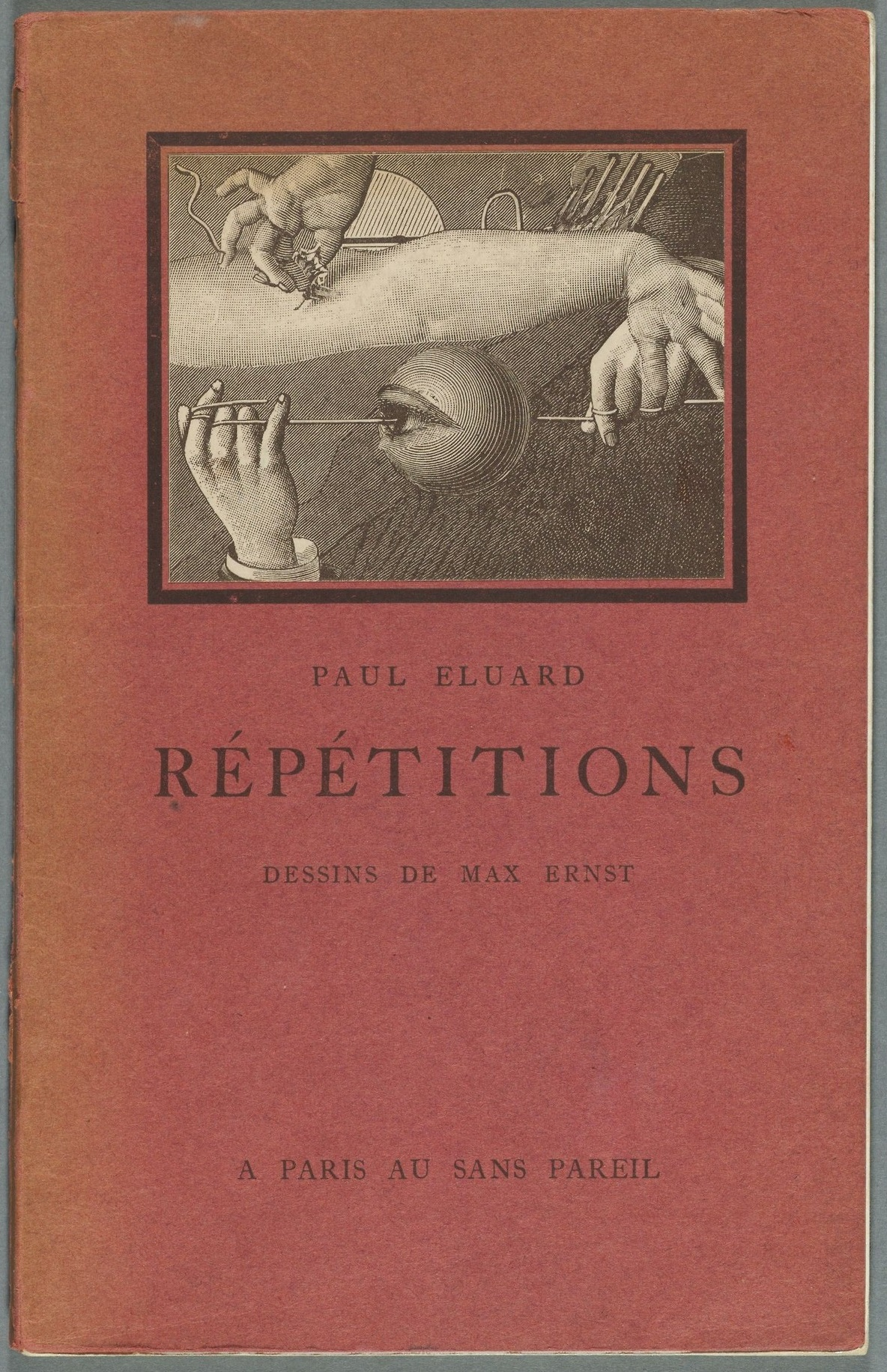
Capa de Répétitions, com ilustrações de Max Ernst

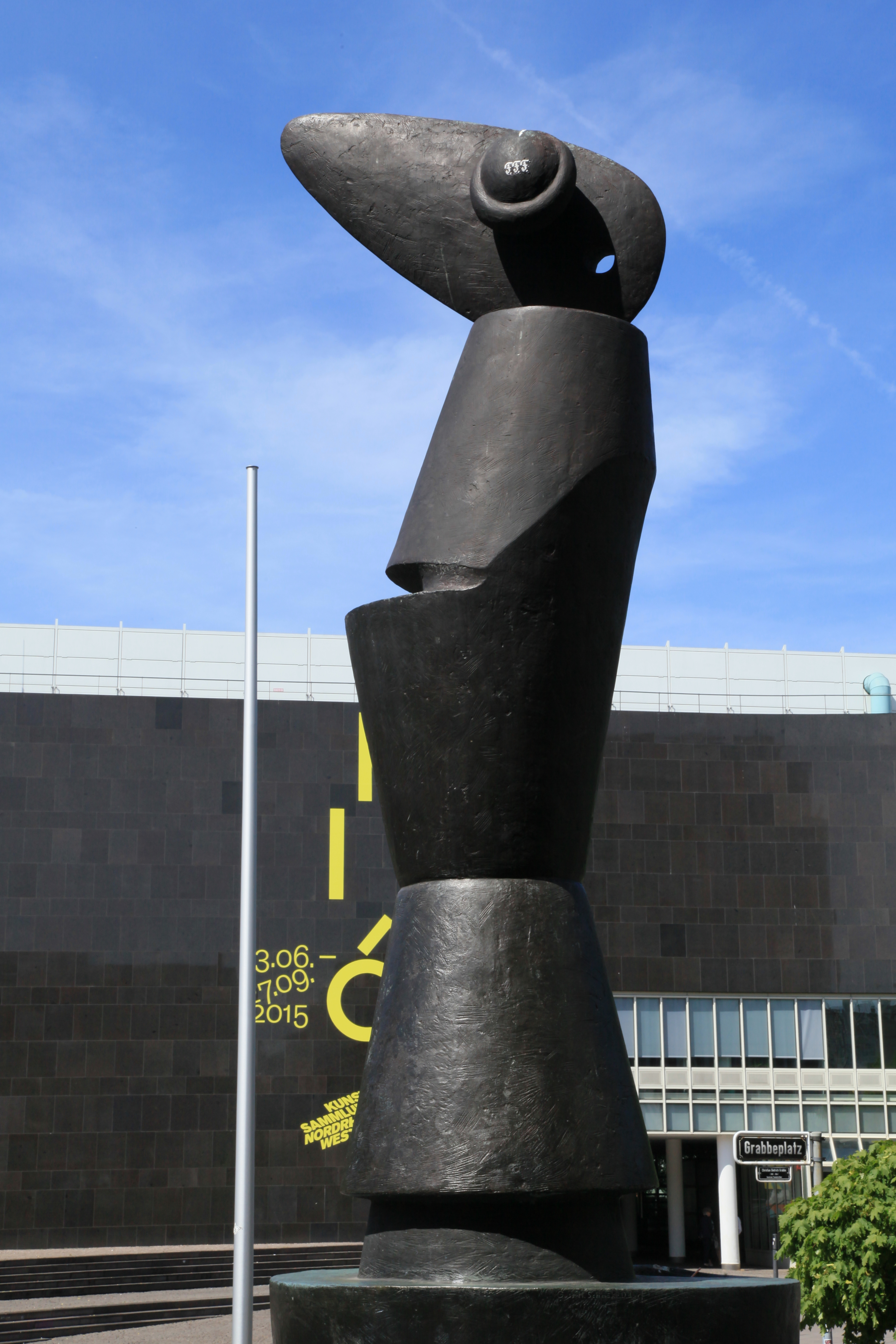
Habakuk em Düsseldor

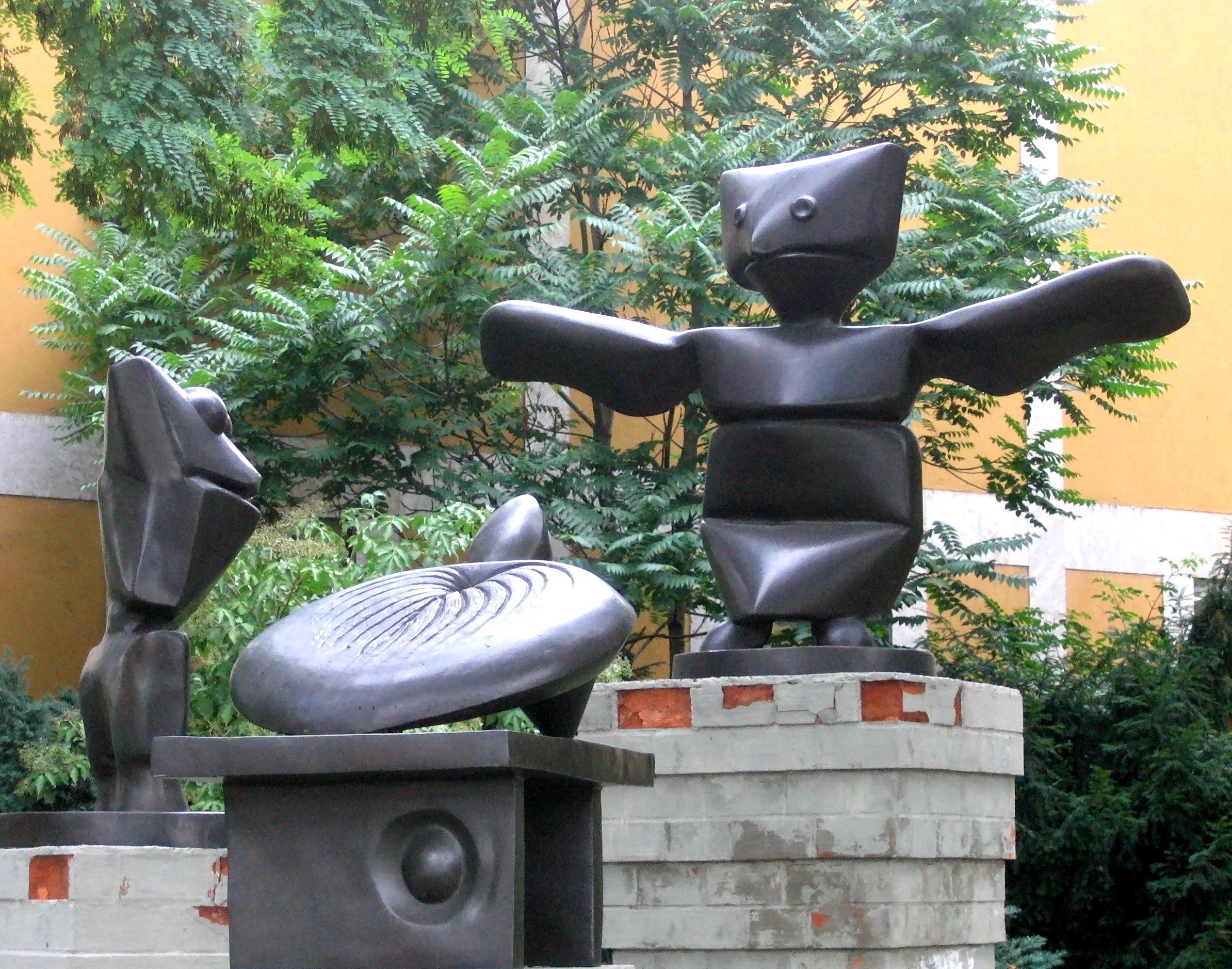
O assistente, o sapo e a tartaruga em Munique

## Trabalhos selecionados

### Pinturas

#### Primeiros trabalhos
- Aquis Submersus (1919)
- Troféu, hipertrofiado (1919)
- Pequena máquina construída por Minimax Dadamax in Person (1919–1920)
- Avião assassino (1920)
- O Chapéu Faz o Homem (1920)
- Celebes (1921)
- Édipo Rex (1922)

#### Primeiro período francês
- Pietà ou Revolução à Noite (1923)
- Santa Cecília (1923)
- The Wavering Woman (1923)
- Ubu Imperator (1923)
- Disso Os Homens Nada Saberão (1923)
- Duas crianças são ameaçadas por um rouxinol (1924)
- Mulher, velho e flor (1924)
- Paris Dream (1924–25)
- A Santíssima Virgem castiga o Menino Jesus perante três Testemunhas: AB, PE e o Artista (1926)
- Série Forest, por exemplo, Forest and Dove (1927), The Wood (1927)
- Encontro de amigos - Os amigos se tornam flores (1928)
- Série Loplop, por exemplo, Loplop Introduces Loplop (1930), Loplop Introduces a Young Girl (1930)
- Série de cidades, por exemplo, Petrified City (1933), Whole City (1935–36, duas versões)
- Série Garden Airplane Trap (1935–1936)
- A alegria de viver (1936)
- The Nymph Echo (1936)
- The Fireside Angel (1937)
- Os Bárbaros (1937)
- The Fascinating Cypress (1940)
- A veste da noiva (1940)

#### Período americano
- Totem e tabu (1941)
- Marlene (1941)
- Napoleon in the Wilderness (1941)
- Dia e noite (1941–42)
- The Antipope (1942)
- Europa após a chuva II (1940–42)
- Surrealismo e pintura (1942)
- Vox Angelica (1943)
- Todos aqui falam latim (1943)
- Pintura para Jovens (1943)
- O Olho do Silêncio (1944)
- Sonho e revolução (1945)
- A tentação de Santo Antônio (1945)
- As fases da noite (1946)
- Design in Nature (1947)
- Um belo dia (1948), apresentado na exposição Pintura para a arquitetura (1947-52)
- Inspired Hill (1950)
- Colorado da Medusa, Color-Raft of Medusa (1953)

#### Segundo período francês
- Mundus est fabula (1959)
- O Jardim da França (1962)
- O Céu Casa-se com a Terra (1964)
- O mundo do ingênuo (1965)
- Ubu, pai e filho (1966)
- Nascimento de uma Galáxia (1969)
- "La dernière forêt" (A última floresta) (1960-1970)

### Colagens, litografias, desenhos, ilustrações, etc.
- Modos Fiat (1919, portfólio de litografias)
- Ilustrações para livros de Paul Éluard: Répétitions (1922), Les malheurs des immortels (1922), Au défaut du silence (1925)
- Histoire Naturelle (1926, desenhos de frottage)
- La femme 100 têtes (1929, história em quadrinhos)
- Rêve d'une petite fille qui voulut entrer au carmel (1930, história em quadrinhos)
- Une Semaine de Bonté (1934, história em quadrinhos)
- Paramythes (1949, colagens com poemas)
- Ilustrações para edições de obras de Lewis Carroll: Symbolic Logic (1966, sob o título Logique sans peine), The Hunting of the Snark (1968) e Lewis Carrols Wunderhorn (1970, uma antologia de textos)
- Deux Oiseaux (1970, litografia em cores)
- Aux petits agneaux (1971, litografias)
- Paysage marin avec capucin (1972, livro ilustrado com ensaios de vários autores)
- Maximiliana: a prática ilegal da astronomia: hommage à Dorothea Tanning (1974, livro de arte)
- Oiseaux en peril (1975, gravuras com água-tinta em cores; publicado postumamente)

### Escultura
- Bird (c. 1924)
- Habacuque (1934)
- Édipo (1934, duas versões)
- Moonmad (1944)
- Um amigo ansioso (1944)
- Capricórnio (1948)
- O Rei Jogando com a Rainha (1954)
- Dois e dois fazem um (1956)
- Immortel (1966-67)
- The Assistant, The Frog and The Tortoise (1967)